# Sekel bokförlag
Sekel bokförlag var ett bokförlag i Lund med utgivning inom humaniora, teologi och samhällsvetenskap. Förlaget gick i konkurs 2013. 

## Utgivning i urval
- Byström, Tora (2009). Nordens frihet: samfundet, tidningen, kretsen. Lund: Sekel Bokförlag. Libris 11583186. ISBN 978-91-85767-47-2. http://urn.kb.se/resolve?urn=urn:nbn:se:umu:diva-25758
- The Etnographic Encounter:  Katarina Sjöberg, ISBN 978-91-85767-62-5
- Med livet som insats: Johan Östling och Henrik Rosengren (red.) ISBN 978-91-976529-1-9
- I ett bolster av fett – En kulturhistoria om övervikt:  Fredrik Nilsson, ISBN 978-91-85767-71-7
- Handel under protest, Sverige och Japan 1931–1939: Ingemar Ottosson, ISBN 978-91-85767-21-2